# Manuel de Azevedo, senhor das honras de Barbosa e Ataíde
D. Manuel de Azevedo (1486–1578) foi um fidalgo português do século XVI, donatário de senhorios com origens no período da fundação de Portugal, viajante pela Europa e Terra Santa, correspondente de D. João III e progenitor de várias figuras relevantes no Império português e na atividade missionária da época.

## Biografia
Nasceu em 1486, filho do bispo do Porto, D. João de Azevedo (c. 1430 – Lisboa, 07.07.1517) e de D. Joana de Castro (c. 1460 – c. 1532), herdeira das honras de Barbosa e Ataíde e filha de Fernão de Sousa, 1.º senhor de Gouveia do Tâmega, com D. Mécia de Castro de Ataíde (da casa dos Ataídes, condes de Atouguia, sendo seus pais os primeiros titulares do condado).
Filho sacrílego, foi criado tudo indica que na região do Porto, por João de Paiva o velho e sua mulher Maria Bernarda, sendo posteriormente legitimado, a pedido do seu pai, como D. Manuel da Silva (o sobrenome da sua bisavó D. Joana Gomes da Silva, herdeira da honra e torre de Silva). Mais tarde, passou a usar o sobrenome Azevedo que lhe vinha de sua avó paterna, filha do 1.º senhor de S. João de Rei.
O Bispo do Porto, D. João de Azevedo e D. Joana de Castro tiveram também 2 filhas, que foram freiras, e outros 3 filhos, todos mortos em combate nas praças portuguesas de Marrocos entre 1512 e 1516.
Tal como seu pai, D. Manuel de Azevedo seguiu a carreira eclesiástica, e em 1519 era já capelão da casa real de D. João III, com 1.900 reais de moradia. Foi também fidalgo da casa real e abade comendatário dos Mosteiros de S. João de Alpendurada, Bustelo e Vila Boa do Bispo, aos quais pertenciam os respectivos coutos, todos eles com altos rendimentos o que contribuiu para lhe dar, ao longo da sua vida, a fama de ser "muito rico".
Apesar de eclesiástico, D. Manuel de Azevedo não descurava o seu lado marcial, como ficou ilustrado no ano de 1523. Nessa ocasião, esteve envolvido, com vários dos seus parentes, no apoio a uma violenta disputa de Diogo Lopes de Lima, alcaide-mor de Guimarães (casado com uma prima irmã de Azevedo, D. Isabel de Castro, senhora de Castro Daire), com D. Diogo Pinheiro, Bispo do Funchal e prior de Guimarães e Barcelos. A disputa envolvia a nomeação de um cónego e levou o alcaide de Guimarães e seus apaniguados e parentes a pôr cerco à cidade de Barcelos, onde se encontrava o Bispo D. Diogo Pinheiro. A questão só foi resolvida com a intervenção e mediação do arcebispo de Braga e de D. António de Ataíde, depois 1.º conde da Castanheira, valido de D. João III e parente das duas facções. O rei acabou por perdoar o lado atacante "pela muita afeição que tinha" ao filho do alcaide.
Foi um viajante assíduo em vários países europeus e na Terra Santa, tendo estado ausente de Portugal pelo menos 5 vezes entre os anos de 1524 e 1533. Durante essas viagens, manteve correspondência com D. João III para lhe dar informações sobre acontecimentos políticos e militares envolvendo o Sacro Império, a França, o Papa, os Estados italianos e a Turquia Otomana. A mais conhecida das suas cartas foi a que escreveu de Veneza, com data de 10.12.1525, informando o rei sobre a chegada à cidade de muitos cristãos-novos "que vieram de seu reino (Portugal) aqui per via de Frandes e dos que passam a terras do Turco tornar-se judeus", o que Azevedo considera ser prejudicial a Portugal por se tratar quase sempre de mercadores que passariam assim a pagar impostos nesses lugares.
Sucedeu a sua mãe, D. Joana de Castro, como senhor/donatário, com jurisdição cível e crime, da honra de Barbosa, no antigo julgado de Penafiel de Sousa. Sua mãe herdara esse senhorio por via paterna, pois Fernão de Sousa fora a terceira pessoa da linhagem dos Sousas na posse da honra, durante o século XV. Os Sousas eram descendentes, por via feminina, da linhagem de D. Mem Moniz de Ribadouro, que fundara a honra no século XII.
D. Manuel de Azevedo viu confirmado o senhorio de Barbosa por carta régia de 29.05.1543, na qual D. João III escreve o seguinte:
 "A dita quinta da honra de Barbosa sempre [foi] honrada desde o princípio de que se começou este reino de Portugal onde os antepassados do suplicante serviram muitos annos contra os mouros […] os antepassados […] de Dom Manoel de Azevedo, Fidalgo de minha Casa, sempre tiveram na honra jurisdição cível e crime […] [sendo] a sobredita honra mui antiga e antes de El Rey Dom Dinis"
Quanto à regra de sucessão no senhorio, D. João III determina que "o dito Dom Manoel de Azevedo e qualquer filho ou filha mais velha, não havendo macho que suceder na honra […] tenham a jurisdição dela cível e crime […] e hey por bem […] que possa suceder nela fêmea na mesma jurisdição...e quero de meu motto próprio que [isto] se cumpra a Dom Manoel de Azevedo e a todos seus descendentes ainda que sejam bastardos […]".
Foi também senhor da quintã de Ataíde, no antigo julgado de Santa Cruz de Riba Tâmega (atual concelho de Amarante), antiga honra com sua torre, situada no lugar do Pinheiro, junto à atual Ermida de Nossa Senhora da Natividade, também conhecida como Capela do Pinheiro. 
Trata-se do solar de origem da família Ataíde, em que igualmente sucedeu a sua mãe, que já em 10.01.1503 era senhora da honra, pois nessa data o rei D. Manuel I fez publicar uma sentença em que condena D. Joana de Castro a cessar abusos que teriam sido por ela praticados contra os residentes dos seus senhorios em Ataíde e Barbosa.
Anos mais tarde, por testamento lavrado em 17.09.1559, constituiu o morgadio de Barbosa, tendo como bens principais a quinta homônima e a de Ataíde, cada uma delas com renda anual estimada em 100 mil reais, além de diversas propriedades nos concelhos de Amarante, Cinfães, Lousada, Fafe, Penafiel e Póvoa de Lanhoso.
Na ocasião, D. Manuel de Azevedo nomeou como único e universal herdeiro um dos seus filhos, D. Francisco de Ataíde e Azevedo, afastando expressamente da herança todos os outros e fazendo apenas menção especial a um deles, D. Inácio de Ataíde (o futuro Beato Inácio de Azevedo), que seria provavelmente o primogênito, explicando que este não estava incluído na herança por ter seguido a vida eclesiástica nos jesuítas, e também porque já o tinha anteriormente compensado com a vultosa quantia de 1.500 cruzados (equivalentes a 600 mil reais brancos).
Faleceu pouco antes de 16.01.1578, data em que foi aberto o seu testamento, com cerca de 92 anos de idade.fl.

## Descendência
D. Manuel de Azevedo teve vários filhos e filhas, de mulheres diferentes:
De D. Francisca de Abreu — freira professa na Ordem de São Bento, prioresa do Convento de S. Bento da Avé Maria, no Porto, até o ano de 1573 — filha de João Gomes de Abreu, "o das trovas" do cancioneiro de Garcia de Resende e de D. Filipa de Eça, Abadessa do Lorvão, teve:
- D. Inácio de Ataíde[20] (Inácio de Azevedo de Ataíde Abreu e Malafaia), mais conhecido como Beato Inácio de Azevedo, legitimado por carta régia de D. João III em 22.07.1539[20], religioso jesuíta, n. em 1526 e martirizado ao largo das Canárias, à frente dos quarenta mártires do Brasil, em 15.07.1570. Sem geração.

De D. Violante de Miranda, "mulher fidalga e solteira", também chamada de Violante Pereira, filha de Diogo Pinto e de D. Mécia Pereira, filha esta de Vasco Pereira, senhor de Fermedo, e de sua mulher D. Isabel de Miranda, teve:
- D. João de Azevedo[21], legitimado por carta régia D. João III, dada em 31.05.1552, foi abade dos Mosteiros de S. João de Alpendurada e Bustelo, depois partiu para a Índia, certamente não antes do ano de 1549,[22] e por lá fez sua carreira, sendo nomeado governador de Moçambique e Sofala (1613–1614), e como tal foi 35.º governador da África Oriental Portuguesa, sucedendo no cargo ao seu parente D. Estêvão de Ataíde. Foi ainda nomeado capitão de Diu, falecendo antes de tomar posse, e teve geração do seu casamento em Chaul com D. Maria Brandão.

De D. Filipa de Sousa, "mulher fidalga", moradora no couto de Vila Boa do Bispo, teve o seguinte filho:
- D. Francisco de Ataíde e Azevedo (n. antes de 1554 e f. em 11.05.1619), legitimado por carta régia de D. João III em 17.05.1554,[24] fidalgo da Casa Real e cavaleiro da Ordem de Cristo, por carta de D. Sebastião de 23.12.1556.[25] Foi sucessor na casa e senhorios do pai[26], e casou antes de 18.03.1570 com D. Brites da Silva (f. 18.12.1620), filha de Vicente de Novais (ou Novais da Cunha)[27], fidalgo da Casa Real, senhor da honra (ou quinta) de Parada, na freguesia de Guilhabreu, na Maia, administrador do vínculo de D. Urraca Lourença da Cunha (fundado em 1269) e de D. Branca da Silva, da casa dos Monizes, senhores de Angeja. Teve geração, nos Ataíde Azevedo e Brito Malafaia, onde continuou o senhorio da honra de Barbosa até 1834.[28] (Um filho segundogênito deste casal, D. João de Ataíde e Azevedo, destacou-se como comandante militar  e escritor na guerra da Restauração).[29]

Com Maria de Alpendurada teve a seguinte filha:
- D. Briolanja de Azevedo (1550 – 09.01.1595), casada com Baltasar Veloso, com geração.

De mães com identidade desconhecida, teve os seguintes filhos:
- D. Jerónimo de Azevedo (c. 1560 – f. Lisboa, Castelo de São Jorge, 09.03.1625), 2.º capitão-geral e governador de Ceilão e 20.º vice-rei da Índia. (Alguns autores dão-lhe como mãe D. Violante Pereira, acima referida). Sem geração conhecida.
- D. Manuel de Azevedo, capitão de Chaul, cargo que comprou por 32.200 xerafins[30], depois foi capitão de Diu e comandou uma frota com a qual tomou e destruiu a cidade de Ghogha.[31] Juntou-se, em seguida, à frota do vice-rei D. Jerónimo de Azevedo, seu irmão, conseguindo na sequência afundar algumas naus inglesas que faziam comércio em Surat. Casou com D. Filipa de Castro, filha de D. Álvaro de Castro, capitão de Maluco (Molucas) e neta paterna de D. Cristóvão de Castro, bispo de Portalegre; seu filho, D. Jerónimo de Azevedo, obteve em 20.03.1651 mercê régia da Fortaleza de Chaul, pelo período de 3 anos.[32][33]
- D. Luís de Azevedo, último abade comendatário do Mosteiro de Landim e do de S. Miguel de Vilarinho, teve 3 bastardos.
- D. Guiomar de Ataíde, última abadessa perpétua do convento de São Bento da Avé Maria, no Porto, de 1578 a 1612.[18], faleceu no ano seguinte. O seu báculo abacial, com as armas de Ataíde e Azevedo, está no Museu Nacional de Arte Antiga em Lisboa..[34]
- D. Joana de Azevedo, freira no convento da Rosa,[35] em Lisboa, depois no convento de Corpus Christi, em Vila Nova de Gaia, e, finalmente, no convento de Santa Clara, no Porto
- D. Catarina de Ataíde, freira no mosteiro de Odivelas.
- D. Isabel de Azevedo, freira no convento de Odivelas
- D. Maria de Azevedo, prioresa da Rosa, em Lisboa[35]
- D. Francisca da Silva, prioresa da Rosa, em Lisboa.

## Ascendência
|  |                                                                         |  |  |  |  |  |  |  |  |  |  |  |  |
|  | 8. Gonçalo Peres (Malafaia), Regedor da Casa do Cível e senhor de Belas |  |  |  |  |  |  |  |  |  |  |  |  |
|  |                                                                         |  |  |  |  |  |  |  |  |  |  |  |  |
|  |                                                                         |  |  |  |  |  |  |  |  |  |  |  |  |
|  | 4. Luís Gonçalves Malafaia, Vedor da Fazenda                            |  |  |  |  |  |  |  |  |  |  |  |  |
|  |                                                                         |  |  |  |  |  |  |  |  |  |  |  |  |
|  |                                                                         |  |  |  |  |  |  |  |  |  |  |  |  |
|  | 9. Maria Anes                                                           |  |  |  |  |  |  |  |  |  |  |  |  |
|  |                                                                         |  |  |  |  |  |  |  |  |  |  |  |  |
|  |                                                                         |  |  |  |  |  |  |  |  |  |  |  |  |
|  | 2. D. João de Azevedo, Bispo do Porto                                   |  |  |  |  |  |  |  |  |  |  |  |  |
|  |                                                                         |  |  |  |  |  |  |  |  |  |  |  |  |
|  |                                                                         |  |  |  |  |  |  |  |  |  |  |  |  |
|  | 10. Lopo Dias de Azevedo, 1.º senhor de S. João de Rei                  |  |  |  |  |  |  |  |  |  |  |  |  |
|  |                                                                         |  |  |  |  |  |  |  |  |  |  |  |  |
|  |                                                                         |  |  |  |  |  |  |  |  |  |  |  |  |
|  | 5. D. Filipa de Azevedo                                                 |  |  |  |  |  |  |  |  |  |  |  |  |
|  |                                                                         |  |  |  |  |  |  |  |  |  |  |  |  |
|  |                                                                         |  |  |  |  |  |  |  |  |  |  |  |  |
|  | 11. D. Joana Gomes da Silva, herdeira da honra e torre de Silva         |  |  |  |  |  |  |  |  |  |  |  |  |
|  |                                                                         |  |  |  |  |  |  |  |  |  |  |  |  |
|  |                                                                         |  |  |  |  |  |  |  |  |  |  |  |  |
|  | 1. D. Manuel de Azevedo                                                 |  |  |  |  |  |  |  |  |  |  |  |  |
|  |                                                                         |  |  |  |  |  |  |  |  |  |  |  |  |
|  |                                                                         |  |  |  |  |  |  |  |  |  |  |  |  |
|  | 12. Martim Afonso de Sousa, senhor do Castelo de Santo Estêvão          |  |  |  |  |  |  |  |  |  |  |  |  |
|  |                                                                         |  |  |  |  |  |  |  |  |  |  |  |  |
|  |                                                                         |  |  |  |  |  |  |  |  |  |  |  |  |
|  | 6. Fernão de Sousa, 1.º senhor de Gouveia                               |  |  |  |  |  |  |  |  |  |  |  |  |
|  |                                                                         |  |  |  |  |  |  |  |  |  |  |  |  |
|  |                                                                         |  |  |  |  |  |  |  |  |  |  |  |  |
|  | 13. Violante de Távora, filha do senhor de Mogadouro                    |  |  |  |  |  |  |  |  |  |  |  |  |
|  |                                                                         |  |  |  |  |  |  |  |  |  |  |  |  |
|  |                                                                         |  |  |  |  |  |  |  |  |  |  |  |  |
|  | 3. D. Joana de Castro, senhora das honras de Ataíde e Barbosa           |  |  |  |  |  |  |  |  |  |  |  |  |
|  |                                                                         |  |  |  |  |  |  |  |  |  |  |  |  |
|  |                                                                         |  |  |  |  |  |  |  |  |  |  |  |  |
|  | 14. D. Álvaro Gonçalves de Ataíde, 1.º Conde de Atouguia                |  |  |  |  |  |  |  |  |  |  |  |  |
|  |                                                                         |  |  |  |  |  |  |  |  |  |  |  |  |
|  |                                                                         |  |  |  |  |  |  |  |  |  |  |  |  |
|  | 7. D. Mécia de Castro de Ataíde                                         |  |  |  |  |  |  |  |  |  |  |  |  |
|  |                                                                         |  |  |  |  |  |  |  |  |  |  |  |  |
|  |                                                                         |  |  |  |  |  |  |  |  |  |  |  |  |
|  | 15. D. Guiomar de Castro, filha do senhor do Cadaval                    |  |  |  |  |  |  |  |  |  |  |  |  |
|  |                                                                         |  |  |  |  |  |  |  |  |  |  |  |  |
|  |                                                                         |  |  |  |  |  |  |  |  |  |  |  |  |